# Герб Эстонии
Герб Эсто́нии — один из официальных государственных символов Эстонской республики. Форма национального герба определяется законом о национальном гербе. Он используется властями на своих печатях и документах. Изображение государственного герба также помещено на зданиях некоторых государственных учреждений.

## Описание
Государственный герб Эстонии существует в двух формах — большой государственный герб, малый государственный герб. На большом государственном гербе в золотом поле три льва синего цвета, шагающих, устремив взоры на зрителя. Щит окаймлён венком из двух скрещённых золотых дубовых ветвей, перекрещивающихся в нижней части щита.  Малый герб идентичен, но на нем отсутствуют дубовые ветки.

## История
Мотив эстонского государственного герба берёт начало в XIII веке, когда датский король Вальдемар II пожаловал Ревелю герб с 3 львами, похожий на герб Датского королевства. В дальнейшем в составе Швеции на гербе изображались львы (с головой в профиль). Этот же мотив был позднее перенесён на герб Эстляндской губернии, утверждённый императрицей Екатериной II 4 октября 1788 года.
Герб Эстонской Республики искали долго. С 1921 по 1925 годы для правительственной комиссии было представлено 25 вариантов герба. В дополнение к 3 львам герба Эстляндской губернии, на нескольких рисунках герба (включая дизайн Гюнтера Рейндорфа) также был изображён грифон Лифлядской губернии, поскольку Эстония была разделена в основном между этими 2 губерниями до обретения независимости. Было предложено большое количество вариантов, самым популярным из которых был дизайн художника Адо Ваббе — красная 10-конечная звезда на синем щите. Герб с тремя леопардами считался слишком старомодным и «немецким», однако победителем в 1924 году стал проект под авторством «художника Шмидта» с 3 шагающими леопардами и маяком, освещающим звёздное небо над ними. Маяк был добавлен, чтобы избежать простого копирования старого герба Эстонской губернии.
Обсуждение Закона о государственном гербе проходило в быстром темпе в июне 1925 года. При первом чтении по предложению Артура Тупитса из проекта исчезли маяк, лучи и звезды. Таким образом, герб в целом приобрел свой современный вид. Закон был принят в первом чтении. Леопольд Раудкепп предложил трём львам дать такие значение: борьба эстонцев против крестоносцев, Юрьева ночь и Освободительная война.
Современный герб Эстонии с 3 шагающими леопардами был официально принят 19 июня 1925 года государственным советом Эстонской Республики. Дубовые ветви были добавлены к большому национальному гербу по предложению Юхана Луиги.
В 1940—1990 годах в качестве государственного использовался герб Эстонской ССР. Предыдущий герб был запрещён.
Герб 1925 года был восстановлен 7 августа 1990 года (с небольшими изменениями) и официально утверждён законом о государственном гербе Эстонии от 6 апреля 1993 года (3 июля 2001 года).

## Исторические гербы
|  | Печать короля Дании Вальдемара IV, владением которого была Эстляндия                 |
|  | Герб Эстляндской губернии Шведской империи                                           |
|  | Герб Эстляндской губернии Российской империи                                         |
|  | Герб Лифляндской губернии Российской империи                                         |
|  | Герб Эстонской республики (1925-1940)                                                |
|  | Герб Эстонской Советской Социалистической Республики (1940-1990)                     |
|  | Альтернативный герб Эстонии 1921 года «Северная звезда», авторства Гюнтера Рейндорфа |
|  | Второй вариант герба с грифоном Лифляндской губернии в нижней части                  |

## Использование герба
- Герб Эстляндской губернии (под российской короной) на здании Музея Банка Эстонии[6]
- Упрощённый герб на здании суперминистерства[7] в Таллине
- Герб на здании Рийгикогу
- Герб в здании канцелярии президента Эстонской Республики
- Президентский штандарт
- Орден Государственного герба

## См.также
- Герб Дании (аналогичное изображение трёх львов)
- Герб Англии (аналогичное изображение трёх львов)
- Герб Таллина
- Орден Государственного герба
- Герб Эстонской ССР